# Rivière Blanche (rivière Rouge)
Pour les articles homonymes, voir Rivière Blanche.
La rivière Blanche est un affluent de la Rivière Rouge, coulant dans la région administrative de Lanaudière, dans la province de Québec, au Canada.
- MRC de Matawinie : municipalités de Sainte-Marcelline-de-Kildare et Rawdon ;
- MRC de Joliette : municipalité de Saint-Ambroise-de-Kildare.

En descendant la montagne vers le sud-est, le cours de la rivière passe au village de Sainte-Marcelline-de-Kildare en traversant l’Étang du Village. Puis son cours bifurque vers le sud-ouest en zone agricole jusqu’à sa confluence ; ce cours est plus ou moins en parallèle au pied de la montagne qu’elle longe du côté sud-est à une distance entre 1,0 km et 1,4 km.
La route 343 longe le côté sud-ouest de la partie supérieure de la rivière. La route 348 longe le côté nord-ouest de la partie inférieure.

## Géographie
La rivière Blanche prend sa source à l'embouchure du Lac des Français (longueur : 1,8 km ; altitude : 163 m), situé dans la partie nord de Sainte-Marcelline-de-Kildare. L'embouchure de ce lac est située à 2,6 km au nord-ouest du centre du village de Sainte-Marcelline-de-Kildare, à 17,4 km au nord-ouest du centre-ville de Joliette, à 11,4 km au nord-est du centre du village de Rawdon.
À partir de l'embouchure du lac des Français, la rivière Blanche coule sur 17,8 km, selon les segments suivants :
- 2,5 km vers le sud-est dans Sainte-Marcelline-de-Kildare, jusqu'au pont routier situé au nord-ouest de l’Étang du Village ;
- 1,6 km vers le sud-est, en passant au nord-est du village et en traversant l’Étang du village (longueur : 0,4 km ; altitude : 141 m), jusqu’à la limite de Saint-Ambroise-de-Kildare
- 0,7 km vers le sud-est, jusqu'au cours d’eau Prud’homme (venant de Nord-Est) ;
- 6,4 km vers le sud-ouest, en coupant la route 343, jusqu'au pont routier, marquant la limite de Rawdon ;
- 4,9 km vers le sud-ouest dans Rawdon, en recueillant les eaux du ruisseau à Côte Croche, jusqu’au pont routier ;
- 1,7 km vers le sud-est, jusqu'à la confluence de la rivière[2].

La rivière Blanche se déverse sur la rive nord de la rivière Rouge (rivière Ouareau) à la limite de Rawdon et de Saint-Liguori.
Cette confluence est située à :
- 29,1 km au nord-ouest du fleuve Saint-Laurent ;
- 1,6 km au sud-est du centre de Rawdon ;
- 13,4 km à l'ouest du centre-ville de Joliette.

## Toponymie
Le toponyme rivière Blanche a été officialisé le 5 décembre 1968 à la Commission de toponymie du Québec.